# Gorman Brothers
Gorman Brothers war ein Montagewerk für Kraftfahrzeuge und damit Teil der Automobilindustrie in Irland.

## Unternehmensgeschichte
Das Unternehmen hatte seinen Sitz in Dublin. Im April 1937 wurde das erste Fahrzeug in Teilen von Morgan importiert und anschließend montiert und verkauft. Fred Gorman warb den Jurastudenten Desmond McCracken an, der für die Werbung zuständig war. Im Juni 1937 wurden weitere drei Bausätze importiert. Insgesamt entstanden vier Fahrzeuge.
Nach 1937 verliert sich die Spur des Unternehmens.

## Fahrzeuge
Das einzige Modell war der Morgan 4/4. Er sollte gegen den MG TA konkurrieren.
Das erste Fahrzeug existiert noch. Es wurde 2001 auf einer Auktion angeboten.